# Jogos Pan-Americanos de 2019
Os Jogos Pan-Americanos de 2019, oficialmente denominados XVIII Jogos Pan-Americanos, foi um evento multiesportivo realizado entre 26 de julho e 11 de agosto na cidade de Lima, no Peru. Durante os dezessete dias de competições, mais de 6 mil atletas de 41 países competiram em 419 eventos de 43 modalidades. Lima foi eleita sede dos Jogos em 2013, vencendo as cidades de La Punta, na Argentina, Santiago, no Chile, e Bolívar, na Venezuela.
De 23 de agosto a 1º de setembro do mesmo ano aconteceram os Jogos Parapan-Americanos, que foram organizados e geridos pelo mesmo comitê organizador. Foi a primeira vez que uma cidade peruana recebeu uma edição dos Jogos Pan-Americanos. Além da capital peruana, as competições foram realizadas também nos distritos de Callao, Huacho, Ica, Punta Negra, Cañete e Lunahuaná.

## Escolha da sede
Durante a Assembleia Geral da ODEPA, realizada em outubro de 2013, na cidade canadense de Toronto, foi realizada a eleição para a sede dos Jogos Pan-Americanos de 2019. Quatro cidades ofereceram um projeto para sediar os Jogos (todas localizadas em Comitês Olímpicos Nacionais pertencentes a região 3 da entidade, que engloba a América do Sul, além de Aruba e o Panamá). Além de Lima, estavam envolvidas no processo: Santiago do Chile, La Punta (na Argentina) e a Ciudad Bolívar (na Venezuela).
A capital peruana recebeu 31 votos, contra um empate de 9 votos para Santiago e La Punta e 8 votos para a proposta venezuelana. Como em apenas uma rodada de votação a cidade peruana obteve mais da metade dos votos, a ODEPA declarou Lima como sede dos Jogos para 2019. Santiago, seria candidata única para a edição posterior em 2023, sendo aclamada como sede em 2017
| Lima           | Peru      | 31 |
| La Punta       | Argentina | 9  |
| Santiago       | Chile     | 9  |
| Ciudad Bolívar | Venezuela | 8  |

## Organização

### Transporte
Uma das grandes preocupações do Comitê Organizador se tratava da logística dentro da cidade durante as competições, devido ao grande fluxo diário de veículos na Região Metropolitana de Lima. Para isso, foram criadas vias alternativas de tráfego na cidade, além de contar com o apoio do governo e o exército peruano para o auxílio do trânsito para evitar congestionamentos e facilitar o transporte de atletas durante os dias de competições. Outra alternativa foi a criação de novos itinerários de ônibus,o que levou a licitação para que novas empresas operassem estas linhas recém criadas, aumentando também a disponibilidade de ônibus.
Além disso, algumas vias também passam por recapeação e foram expandidas. As principais foram as Avenidas La Molina, Nicolás Arriola e Pedro Miota, a Via Expressa Santa Rosa e diversos trechos da Rodovia Pan-Americana que passam pela cidade ou então em suas cercanias. Estas obras tinham o prazo de julho de 2019. As obras também pretendem facilitar o tráfego entre Lima e a região de Callao.
Quanto ao metrô, o Comitê Organizador criou um cartão único que valerá exclusivamente durante os jogos. Este cartão valerá para as duas linhas da Região Metropolitana de Lima.

### Voluntariado
A organização dos jogos criou um programa de voluntariado para as competições, ofertando benefícios como alimentação, uniformes, cursos de capacitação, seguro, rede de contato, dupla certificação, experiência única e transporte. Além disso, serão oferecidos hospitalidade, participação e trabalho em equipe. Para seleção, espera-se que sejam escolhidos 12 mil candidatos para as competições dos Jogos Pan-Americanos num total de 19 mil candidaturas.

### Ingressos
A venda de ingressos para acompanhar de perto as competições dos jogos começou no dia 27 de maio de 2019. As vendas estão sendo realizadas tanto em diversas bilheterias nos principais pontos da cidade e nos locais de competição, como no site oficial. Neste, o acesso dos locais será feito através do e-ticket que dispensa o uso do papel. O valor médio dos ingressos para cada sessão é de S/ 20. Quando houver uma final durante uma sessão, o valor sobe para S/30. Haverá também descontos de 50% ou mais para crianças, adolescentes, idosos e pessoas com deficiência.

### Medalhas
As medalhas que serão distribuídas na competição serão distribuídas pela Sociedade Nacional de Minério do Peru e foram feitas com materiais reciclados coletados durante a campanha "Minério para todos". Cada medalha tem 80 mm de diâmetro e peso de 300 gramas, todas são feitas de cobre e as medalhas de ouro e prata são banhadas, sendo que cada cor de medalha é alusiva a uma característica do Peru, tanto na cara quanto na coroa. Foram fabricadas 965 medalhas de ouro, 965 medalhas de prata e 1.098 de bronze.

### Locais de competição
A despesa total para a preparação dos Jogos Pan-Americanos e Parapan-Americanos se aproximará dos US$ 1,2 bilhão de dólares. Este montante será divido entre infraestrutura esportiva (US$ 470 milhões), construção da Vila Pan-Americana (US$ 180 milhões), gastos gerais de organização (US$ 430 milhões) e maiores imprevistos (US$ 106 milhões).
O comitê da candidatura Lima 2019 estabeleceu originalmente um total de dezenove sedes e locais de competições, para assim receber o evento na capital peruana.
O Plano Diretor de Lima 2019, foi lançado oficialmente em 23 de outubro de 2014, no qual se definiu os locais que receberão as modalidades. Em 7 de julho de 2015, durante a 53ª Assembleia Geral da Organização Desportiva Pan-Americana realizada em Toronto, o presidente da Comitê Organizador de Lima 2019 anunciou o progresso das obras, bem como o Plano Diretor, que passou por algumas alterações (visando a redução dos custos). Assim, foi alterado o local da Vila Pan-Americana (que seria originalmente localizada no bairro de Villa Maria del Triunfo), além de terem sido confirmados das demais sedes esportivas. Novos planos para os projetos de transporte na cidade, e de segurança dos jogos, tomaram parte das alterações no Plano Diretor.
Seis grandes zonas foram criadas na Região Metropolitana de Lima, sendo elas os principais locais que receberão eventos dos Jogos Pan-Americanos de 2019.

### Instalações
| Estadio Nacional del Peru | Estadio Nacional del Peru | Estadio Nacional del Peru | Estadio Nacional del Peru |
| Instalação                | Imagem                    | Evento                    | Capacidade                |
| ------------------------- | ------------------------- | ------------------------- | ------------------------- |
| Estadio Nacional do Peru  |                           | Cerimônias                | 50000                     |

| Callao                                                 | Callao                              | Callao                              | Callao                              |
| Instalação                                             | Imagem                              | Evento                              | Capacidade                          |
| Villa Desportiva Regional de Callao                    | Villa Desportiva Regional de Callao | Villa Desportiva Regional de Callao | Villa Desportiva Regional de Callao |
| ------------------------------------------------------ | ----------------------------------- | ----------------------------------- | ----------------------------------- |
| Coliseu Miguel                                         |                                     | Boxe e Lutas                        | 2400                                |
| Polidesportivo de Callao                               |                                     | Taekwondo e Voleibol                | 6100                                |
| Quadras de Raquetbol                                   |                                     | Raquetebol                          | 200                                 |
| Estadio de la Universidad Nacional Mayor de San Marcos |                                     |                                     |                                     |
| Estadio San Marcos                                     |                                     | Futebol                             | 32000                               |
| Costa Verde                                            |                                     |                                     |                                     |
| Circuito BMX                                           |                                     | Ciclismo BMX                        | 3000                                |
| Circuito San Miguel                                    |                                     | Ciclismo de rua                     | Espaço livre                        |
| Estadio de Voleibol de Praia                           |                                     | Voleibol de praia                   | 3000                                |
| Pista de Patinação                                     |                                     | Patinação de velocidade             | 1000                                |
| Pista de BMX Freestyle                                 |                                     | Ciclismo BMX (estilo livre)         | 2500                                |

| Distrito de San Luis               | Distrito de San Luis               | Distrito de San Luis                          | Distrito de San Luis               |
| Instalação                         | Imagem                             | Evento                                        | Capacidade                         |
| Villa Desportiva Nacional (VIDENA) | Villa Desportiva Nacional (VIDENA) | Villa Desportiva Nacional (VIDENA)            | Villa Desportiva Nacional (VIDENA) |
| ---------------------------------- | ---------------------------------- | --------------------------------------------- | ---------------------------------- |
| Estádio de Atletismo               |                                    | Atletismo                                     | 12000                              |
| Centro Aquático Nacional           |                                    | Natação e Nado sincronizado                   | 4000                               |
| Velódromo                          |                                    | Ciclismo de pista                             | 2500                               |
| Polidesportivo 1                   |                                    | Basquetebol e Judô                            | 2300                               |
| Polidesportivo 3                   |                                    | Badminton Patinação Artística e Tênis de mesa | 860                                |
| Centro de Boliche                  |                                    | Boliche                                       | 200                                |
| CAR Voleibol                       |                                    | Squash                                        |                                    |
| Outras sedes de competição         |                                    |                                               |                                    |
| Coliseu Eduardo Dibós              |                                    | Handebol                                      | 6000                               |
| Escola de Equitação do Exército    |                                    | Hipismo                                       | 1150                               |
| Parque Kennedy                     |                                    | Maratona e Marcha atlética                    | Espaço livre                       |

| Villa María del Triunfo                    | Villa María del Triunfo                    | Villa María del Triunfo                    | Villa María del Triunfo                    |
| Instalação                                 | Imagem                                     | Evento                                     | Capacidade                                 |
| Complejo Deportivo Villa María del Triunfo | Complejo Deportivo Villa María del Triunfo | Complejo Deportivo Villa María del Triunfo | Complejo Deportivo Villa María del Triunfo |
| ------------------------------------------ | ------------------------------------------ | ------------------------------------------ | ------------------------------------------ |
| Campo de Hóquei                            |                                            | Hóquei sobre a grama                       | 3500                                       |
| Campo de Beisebol                          |                                            | Beisebol                                   | 3400                                       |
| Campo de Rugby                             |                                            | Rugby sevens e Tiro desportivo             | 3400                                       |
| Campo de Softbol                           |                                            | Softbol                                    | 1700                                       |
| Quadras de Pelota Basca                    |                                            | Pelota basca                               | 400                                        |
| Centro Aquático                            |                                            | Polo aquático                              | 2000                                       |
| Escola Militar de Chorrillos               |                                            |                                            |                                            |
| Circuito de Pentatlón Moderno              |                                            | Pentatlo moderno                           | 1000                                       |
| Coliseu Mariscal Cáceres                   |                                            | Halterofilismo e Fisiculturismo            | 1000                                       |
| Outras sedes de Competição                 |                                            |                                            |                                            |
| Morro Solar                                |                                            | Mountain Bike                              | Espaço livre                               |
| Praia de Água Doce                         |                                            | Triatlo                                    | Espaço Livre                               |
| Base Aérea de Las Palmas                   |                                            | Tiro desportivo                            | 200                                        |

| Villa El Salvador                   | Villa El Salvador                          | Villa El Salvador                | Villa El Salvador                |
| Instalação                          | Imagem                                     | Evento                           | Capacidade                       |
| Polidesportivo Villa El Salvador    | Polidesportivo Villa El Salvador           | Polidesportivo Villa El Salvador | Polidesportivo Villa El Salvador |
| ----------------------------------- | ------------------------------------------ | -------------------------------- | -------------------------------- |
| Polidesportivo de Villa El Salvador | Ficheiro:Polideportivo VES - Lima 2019.jpg | Ginástica e caratê               | 6100                             |
| Outras sedes de competição          |                                            |                                  |                                  |
| Centro de Exposições de Lima        |                                            | Tênis                            |                                  |
| Clube de Golfe de Lima              |                                            | Golfe                            | Espaço Livre                     |

| Locais Isolados                        | Locais Isolados | Locais Isolados          | Locais Isolados |
| Instalação                             | Imagem          | Evento                   | Capacidade      |
| -------------------------------------- | --------------- | ------------------------ | --------------- |
| Parque Natural Albúfera de Medio Mundo |                 | Canoagem e Remo          | Espaço Livre    |
| Baía de Paracas                        |                 | Vela                     | Espaço Livre    |
| Praia de Punta Rocas                   |                 | Surfe                    | Espaço Livre    |
| Lago Bujama                            |                 | Esqui aquático           | Espaço Livre    |
| La Jolla                               |                 | Natação de águas abertas | Espaço Livre    |
| Rio Cañete                             |                 | Canoagem slalom          | Espaço Livre    |
| Pavilhão de Esgrima                    |                 | Esgrima                  | 180             |

### Locais de não competição
| Sede                                 | Lugar             | Uso                              | Capacidade   | Estado    |
| ------------------------------------ | ----------------- | -------------------------------- | ------------ | --------- |
| Aeroporto Internacional Jorge Chávez | Callao            | Chegadas e saídas                | Espaço livre | Existente |
| Centro de Convenciones de Lima       | San Borja         | Centro Internacional de Imprensa | 10 000       | Existente |
| Centro de Convenciones de Lima       | San Borja         | Centro de Radio e Televisão      | 10 000       | Existente |
| Vila Panamericana de Lima            | Villa El Salvador | Alojamento de atletas            | 9000         | Existente |

## Participantes
Todos os 41 Comitês Olímpicos Nacionais membros da PanAm Sports enviaram delegações a Lima
| \| - ANT Antígua e Barbuda - ARG Argentina - ARU Aruba - BAH Bahamas - BAR Barbados - BIZ Belize - BER Bermudas - BOL Bolívia - BRA Brasil - CAN Canadá - CHI Chile - COL Colômbia - CRC Costa Rica - CUB Cuba \| - DMA Dominica - ESA El Salvador - ECU Equador - USA Estados Unidos - GRN Granada - GUA Guatemala - GUY Guiana - HAI Haiti - HON Honduras - CAY Ilhas Cayman - ISV Ilhas Virgens Americanas - IVB Ilhas Virgens Britânicas - JAM Jamaica - MEX México \| - NCA Nicarágua - PAN Panamá - PAR Paraguai - PER Peru (Sede) - PUR Porto Rico - DOM República Dominicana - LCA Santa Lúcia - SKN São Cristóvão e Neves - VIN São Vicente e Granadinas - SUR Suriname - TTO Trinidad e Tobago - URU Uruguai - VEN Venezuela \| | | |
| - ANT Antígua e Barbuda - ARG Argentina - ARU Aruba - BAH Bahamas - BAR Barbados - BIZ Belize - BER Bermudas - BOL Bolívia - BRA Brasil - CAN Canadá - CHI Chile - COL Colômbia - CRC Costa Rica - CUB Cuba | - DMA Dominica - ESA El Salvador - ECU Equador - USA Estados Unidos - GRN Granada - GUA Guatemala - GUY Guiana - HAI Haiti - HON Honduras - CAY Ilhas Cayman - ISV Ilhas Virgens Americanas - IVB Ilhas Virgens Britânicas - JAM Jamaica - MEX México | - NCA Nicarágua - PAN Panamá - PAR Paraguai - PER Peru (Sede) - PUR Porto Rico - DOM República Dominicana - LCA Santa Lúcia - SKN São Cristóvão e Neves - VIN São Vicente e Granadinas - SUR Suriname - TTO Trinidad e Tobago - URU Uruguai - VEN Venezuela |

## Esportes
O programa esportivo da 18ª edição dos jogos terá muitas mudanças em relação ao programa da edição anterior em 2015. Originalmente, somente um esporte seria introduzido ao programa do evento (o surf), e um esporte retornaria ao programa (a pelota basca), que esteve ausente em Toronto 2015. Em novembro de 2016 foi anunciado que, a pedido do comitê organizador, o fisiculturismo seria o trigésimo nono esporte no programa. Dos cinco esportes opcionais anunciados pelo Comitê Olímpico Internacional (COI) para fazer do parte do programa dos Jogos Olímpicos de Verão de 2020, apenas o skate e a escalada desportiva não faziam parte do programa dos Jogos Pan-Americanos. Destes dois apenas o skate irá fazer parte do programa dos Jogos, como uma disciplina dos esportes sobre rodas. A escalada desportiva, por sua vez, não será incluída, devido ao número insuficiente de países filiados a Federação Internacional de Escalada Desportiva no continente americano. Alguns eventos novos no programa não serão disputados como algumas provas mistas como o evento por equipes no judô e a prova do revezamento 4x100 misto no atletismo. Como o caratê se tornou um esporte olímpico e no programa constarão os seus eventos (kata), estes também serão disputados. Os organizadores peruanos também adicionaram um esporte a mais no programa dos Jogos, a paleta frontón, que é um esporte peruano similar ao squash e a pelota basca, foi também adicionado a pedido da organização local e também fará a sua estreia no evento.
Em 2016, o COI implementou diversas modificações nos esportes que compõem o programa dos Jogos Olímpicos e estas mudanças também serão implementadas a partir dessa edição dos Jogos Olímpicos. Foram incluídos no programa: o revezamento 4x100 medley misto na natação, o basquete 3x3, a prova de Estilo Livre no BMX, a adição de dois eventos de boxe para as mulheres, a inclusão da prova demadison para homens e mulheres no ciclismo de pista, a substituição de três eventos masculinos do tiro desportivo por três eventos mistos por equipe, a adição de um evento de duplas mistas no tênis de mesa e a introdução de uma prova de revezamento misto no triatlo. O programa do halterofilismo foi modificado, com a retirada de um evento para os homens. Haverá a redução do número de eventos na canoagem, em um evento para cada naipe (a canoagem slalom passará a ser um evento misto).
Outros esportes no programa sofreram modificações, que são exclusivas para o evento (estas fazem parte dos programas dos campeonatos mundiais de seus respectivos esportes e não estarão no programa dos Jogos Olímpicos de Verão de 2020). Nos esportes aquáticos foram adicionadas as provas do trampolim de 1m nos saltos ornamentais e o revezamento 4x100 livre misto na natação. No tiro com arco serão adicionados os eventos individuais e de duplas mistas do arco composto. No pentatlo moderno: as provas de revezamento foram adicionadas para ambos os sexos. O Iatismo verá a estreia de duas novas classes: a Nacra 17 e o kiteboarding, que estão substituindo os eventos da Hobie 16 e J/24. O evento de duplas mistas foi também adicionado  no squash. As mulheres poderão competir na prova do wakeboarding do esqui aquático. Os eventos do poomsae foram adicionados ao Taekwondo. Outras mudanças no programa foram a adição da prova de 50 km da marcha atlética feminina e a adição de eventos extremos de canoagem de slalom para homens e mulheres. O evento de duplas para cada sexo retorna ao programa no tênis de mesa. No total, 437 eventos em 39 esportes estão programados para serem disputados. Este é um aumento de 60 eventos em relação a Toronto 2015. Os 423 eventos também representam a maior quantidade de eventos de medalhas realizados em uma única edição dos Jogos Pan-Americanos. O único evento retirado em relação aos Jogos anteriores é o beisebol feminino, que só foi disputado pela primeira vez, quatro anos antes. Esta também será a primeira edição a ser realizada após a alteração da  nomenclatura oficial do nado sincronizado para natação artística, ação feita pela FINA em julho de 2017.
Em 16 de maio de 2019, a ODEPA anunciou a exclusão do Skate nos Jogos Pan-Americanos, tendo como principal motivo um choque de datas entre a World Skate America e os jogos, além da ausência de grandes nomes do esporte. Após diversas rodadas de negociações, o acordo não acabou sendo ratificado entre as duas partes e o esporte acabou sendo oficialmente removido do programa, reduzindo o número de esportes para 38 e o número de eventos para 417.
Segue-se a lista abaixo, com os esportes que estarão presentes nos Jogos (o total de eventos para cada um está entre parêntesis):
| - Atletismo (48) - Badminton (5) - Basquetebol (4) - Beisebol (1) [b] - Boliche (4) [a] - Boxe (15) - Canoagem (18) - Caratê (14) [b] - Ciclismo (22) - Esgrima (12) - Esqui aquático (10) [a] - Fisiculturismo (2) [c] - Futebol (2) - Ginástica (24) - Golfe (3) | - Handebol (2) - Hipismo (6) - Hóquei sobre a grama (2) - Judô (14) - Levantamento de peso (14) - Lutas (18) - Natação artística (2) - Natação (34) - Patinação sobre rodas (8) [a] - Pelota basca (10) [d] - Pentatlo moderno (5) - Polo aquático (2) - Raquetebol (6) [a] - Remo (14) | - Rugby sevens (2) - Saltos ornamentais (10) - Softbol (2) [b] - Squash (7) [a] - Surfe (8) [b] - Taekwondo (12) - Tênis (5) - Tênis de mesa (7) - Tiro esportivo (15) - Tiro com arco (8) - Triatlo (3) - Vela (10) - Voleibol (2) - Voleibol de praia (2) |

a  Modalidades Pan-Americanas.
b  Modalidades olímpicas opcionais que farão parte do programa dos Jogos Olímpicos de Verão de 2020 .
c  Modalidade opcional solicitada pelo Comitê Organizador.
d  Modalidade Pan-Americana que retorna ao programa.

### Calendário
No calendário de eventos a seguir, cada caixa azul representa uma competição, como uma rodada de qualificação, naquele dia. As caixas amarelas representam os dias durante os quais os eventos finais de um esporte serão realizados. O número em cada caixa representa o número de finais a serem jogados naquele dia. Os eventos começarão em 24 de julho, dois dias antes da cerimônia de abertura, e culminará no dia 11 de agosto com a cerimônia de encerramento.
| CA | Cerimônia de Abertura | ● | Competições | 1 | Eventos finais | CE | Cerimônia de Encerramento |

| Julho/ Agosto                      | Julho/ Agosto                      | 24 Qua | 25 Qui | 26 Sex | 27 Sáb | 28 Dom | 29 Seg | 30 Ter | 31 Qua | 1 Qui | 2 Sex | 3 Sáb | 4 Dom | 5 Seg | 6 Ter | 7 Qua | 8 Qui | 9 Sex | 10 Sáb | 11 Dom | Eventos |
| ---------------------------------- | ---------------------------------- | ------ | ------ | ------ | ------ | ------ | ------ | ------ | ------ | ----- | ----- | ----- | ----- | ----- | ----- | ----- | ----- | ----- | ------ | ------ | ------- |
| Cerimônias (abertura/encerramento) | Cerimônias (abertura/encerramento) |        |        | CA     |        |        |        |        |        |       |       |       |       |       |       |       |       |       |        | CE     | —       |
| Atletismo                          | Atletismo                          |        |        |        | 2      |        |        |        |        |       |       |       | 2     |       | 5     | 6     | 10    | 11    | 10     | 2      | 48      |
| Badminton                          | Badminton                          |        |        |        |        |        | ●      | ●      | ●      | ●     | 5     |       |       |       |       |       |       |       |        |        | 5       |
| Basquetebol                        | Basquetebol                        |        |        |        | ●      | ●      | 2      |        | ●      | ●     | ●     | ●     | 1     |       | ●     | ●     | ●     | ●     | 1      |        | 4       |
| Beisebol                           | Beisebol                           |        |        |        |        |        | ●      | ●      | ●      | ●     | ●     | ●     | 1     |       |       |       |       |       |        |        | 1       |
| Boliche                            | Boliche                            |        | ●      |        | 2      | ●      | ●      | 2      |        |       |       |       |       |       |       |       |       |       |        |        | 4       |
| Boxe                               | Boxe                               |        |        |        | ●      | ●      | ●      | ●      |        | 7     | 8     |       |       |       |       |       |       |       |        |        | 15      |
| Canoagem                           | Velocidade                         |        |        |        | 1      | 2      | 5      | 4      |        |       |       |       |       |       |       |       |       |       |        |        | 12      |
| Canoagem                           | Slalom                             |        |        |        |        |        |        |        |        |       | ●     | ●     | 6     |       |       |       |       |       |        |        | 6       |
| Caratê                             | Caratê                             |        |        |        |        |        |        |        |        |       |       |       |       |       |       |       |       | 4     | 5      | 5      | 14      |
| Ciclismo                           | BMX                                |        |        |        |        |        |        |        |        |       |       |       |       |       |       |       | ●     | 2     |        | 2      | 4       |
| Ciclismo                           | Montanha                           |        |        |        |        | 2      |        |        |        |       |       |       |       |       |       |       |       |       |        |        | 2       |
| Ciclismo                           | Pista                              |        |        |        |        |        |        |        |        | 3     | 2     | 2     | 5     |       |       |       |       |       |        |        | 12      |
| Ciclismo                           | Estrada                            |        |        |        |        |        |        |        |        |       |       |       |       |       | 2     |       |       | 2     |        |        | 4       |
| Esportes Aquáticos                 |                                    |        |        |        |        |        |        |        |        |       |       |       |       |       |       |       |       |       |        |        |         |
| Saltos Ornamentais                 |                                    |        |        |        |        |        |        |        | 2      | 2     | 2     | 2     | 2     |       |       |       |       |       |        | 10     |         |
| Natação artística                  |                                    |        |        |        |        | ●      |        | 2      |        |       |       |       |       |       |       |       |       |       |        | 2      |         |
| Natação                            |                                    |        |        |        |        |        |        |        |        |       |       |       |       | 8     | 7     | 9     | 6     | 6     |        | 36     |         |
| Maratona Aquática                  |                                    |        |        |        |        |        |        |        |        |       |       | 2     |       |       |       |       |       |       |        | 2      |         |
| Polo aquático                      |                                    |        |        |        |        |        |        |        |        |       |       | ●     | ●     | ●     |       | ●     | ●     | 2     |        | 2      |         |
| Esgrima                            | Esgrima                            |        |        |        |        |        |        |        |        |       |       |       |       | 2     | 2     | 2     | 2     | 2     | 2      |        | 12      |
| Esqui aquático                     | Esqui aquático                     |        |        |        | ●      | ●      | 7      | 3      |        |       |       |       |       |       |       |       |       |       |        |        | 10      |
| Fisiculturismo                     | Fisiculturismo                     |        |        |        |        |        |        |        |        |       |       |       |       |       |       |       |       |       | 2      |        | 2       |
| Futebol                            | Futebol                            |        |        |        |        | ●      | ●      |        | ●      | ●     |       | ●     | ●     |       | ●     | ●     |       | 1     | 1      |        | 2       |
| Ginástica                          |                                    |        |        |        |        |        |        |        |        |       |       |       |       |       |       |       |       |       |        |        |         |
| Artística                          |                                    |        |        | 1      | 1      | 2      | 5      | 5      |        |       |       |       |       |       |       |       |       |       |        | 14     |         |
| Rítmica                            |                                    |        |        |        |        |        |        |        |        | ●     | 2     | 3     | 3     |       |       |       |       |       |        | 8      |         |
| Trampolim                          |                                    |        |        |        |        |        |        |        |        |       |       | ●     | 2     |       |       |       |       |       |        | 2      |         |
| Golfe                              | Golfe                              |        |        |        |        |        |        |        |        |       |       |       |       |       |       |       | ●     | ●     | ●      | 3      | 3       |
| Handebol                           | Handebol                           | ●      | ●      |        | ●      |        | ●      | 1      | ●      | ●     | ●     |       | ●     | 1     |       |       |       |       |        |        | 2       |
| Hipismo                            | Adestramento                       |        |        |        |        | ●      | 1      |        | 1      |       |       |       |       |       |       |       |       |       |        |        | 2       |
| Hipismo                            | Concurso completo                  |        |        |        |        |        |        |        |        |       | ●     | ●     | 2     |       |       |       |       |       |        |        | 2       |
| Hipismo                            | Salto                              |        |        |        |        |        |        |        |        |       |       |       |       |       | ●     | 1     |       | 1     |        |        | 2       |
| Hóquei sobre a grama               | Hóquei sobre a grama               |        |        |        |        |        | ●      | ●      | ●      | ●     | ●     | ●     | ●     | ●     |       | ●     | ●     | 1     | 1      |        | 2       |
| Judô                               | Judô                               |        |        |        |        |        |        |        |        |       |       |       |       |       |       |       | 3     | 3     | 4      | 4      | 14      |
| Levantamento de peso               | Levantamento de peso               |        |        |        | 3      | 4      | 4      | 3      |        |       |       |       |       |       |       |       |       |       |        |        | 14      |
| Lutas                              | Lutas                              |        |        |        |        |        |        |        |        |       |       |       |       |       |       | 5     | 4     | 5     | 4      |        | 18      |
| Patinação                          | Artística                          |        |        | ●      | 2      |        |        |        |        |       |       |       |       |       |       |       |       |       |        |        | 2       |
| Patinação                          | Velocidade                         |        |        |        |        |        |        |        |        |       |       |       |       |       |       |       |       | 2     | 4      |        | 6       |
| Pelota basca                       | Pelota basca                       |        |        |        |        |        |        |        |        |       |       |       | ●     | ●     | ●     | ●     | ●     | ●     | 10     |        | 10      |
| Pentatlo moderno                   | Pentatlo moderno                   |        |        | ●      | 1      | 1      | 2      | 1      |        |       |       |       |       |       |       |       |       |       |        |        | 5       |
| Raquetebol                         | Raquetebol                         |        |        |        |        |        |        |        |        |       | ●     | ●     | ●     | ●     | ●     | 4     | ●     | ●     | 2      |        | 6       |
| Remo                               | Remo                               |        |        |        |        |        |        |        |        |       |       |       |       |       | ●     | ●     | 4     | 5     | 5      |        | 14      |
| Rugby sevens                       | Rugby sevens                       |        |        | ●      | ●      | 2      |        |        |        |       |       |       |       |       |       |       |       |       |        |        | 2       |
| Softbol                            | Softbol                            |        | ●      |        | ●      | ●      | ●      | ●      | ●      | 1     |       |       | ●     | ●     | ●     | ●     | ●     | ●     | 1      |        | 2       |
| Squash                             | Squash                             |        | ●      | ●      | 2      | 3      | ●      | ●      | 2      |       |       |       |       |       |       |       |       |       |        |        | 7       |
| Surfe                              | Surfe                              |        |        |        |        |        | ●      | ●      | ●      | ●     | ●     | 8     |       |       |       |       |       |       |        |        | 8       |
| Taekwondo                          | Taekwondo                          |        |        |        | 4      | 4      | 4      |        |        |       |       |       |       |       |       |       |       |       |        |        | 12      |
| Tênis                              | Tênis                              |        |        |        |        |        | ●      | ●      | ●      | ●     | ●     | 3     | 2     |       |       |       |       |       |        |        | 5       |
| Tênis de mesa                      | Tênis de mesa                      |        |        |        |        |        |        |        |        |       |       |       | ●     | 1     | 2     | 2     | ●     | ●     | 2      |        | 7       |
| Tiro com arco                      | Tiro com arco                      |        |        |        |        |        |        |        |        |       |       |       |       |       |       | ●     | ●     | ●     | 3      | 5      | 8       |
| Tiro esportivo                     | Tiro esportivo                     |        |        |        | 1      | 2      | 2      | 2      | 1      | 2     | 2     | 3     |       |       |       |       |       |       |        |        | 15      |
| Triatlo                            | Triatlo                            |        |        |        | 2      |        | 1      |        |        |       |       |       |       |       |       |       |       |       |        |        | 3       |
| Vela                               | Vela                               |        |        |        |        |        |        |        |        |       |       | ●     | ●     | ●     | ●     | ●     | ●     | ●     | 7      | 4      | 11      |
| Voleibol                           | Voleibol                           |        |        |        |        |        |        |        | ●      | ●     | ●     | ●     | 1     |       |       | ●     | ●     | ●     | ●      | 1      | 2       |
| Voleibol                           | Voleibol de praia                  |        | ●      | ●      | ●      | ●      | ●      | 2      |        |       |       |       |       |       |       |       |       |       |        |        | 2       |
| Total de eventos                   | Total de eventos                   | -      | -      | -      | 21     | 21     | 30     | 23     | 11     | 15    | 19    | 20    | 27    | 11    | 17    | 29    | 15    | 32    | 71     | 22     | 419     |
| Total acumulativo                  | Total acumulativo                  | -      | -      | -      |        |        |        |        |        |       |       |       |       |       |       |       |       |       |        |        | -       |
| Julho / Agosto                     | Julho / Agosto                     | 24 Qua | 25 Qui | 26 Sex | 27 Sáb | 28 Dom | 29 Seg | 30 Ter | 31 Qua | 1 Qui | 2 Sex | 3 Sáb | 4 Dom | 5 Seg | 6 Ter | 7 Qua | 8 Qui | 9 Sex | 10 Sáb | 11 Dom | Eventos |

### Quadro de medalhas
O quadro de medalhas está classificado de acordo com o número de medalhas de ouro, estando as medalhas de prata e bronze como critérios de desempate em caso de países com o mesmo número de ouros.
No badminton, boxe, judô, caratê, raquetebol, taekwondo, tênis de mesa e no wrestling foram entregues duas medalhas de bronze em todos os eventos. Isso também aconteceu em alguns eventos no boliche, esgrima e squash. Assim, o número de medalhas de bronze foi maior do que o número de medalhas de ouro e prata.
Atualizado em 20h 56min de 26 de maio de 2025 (UTC)
     País sede destacado.
| Ordem | País                     | Medalha de ouro | Medalha de prata | Medalha de bronze |       |
| ----- | ------------------------ | --------------- | ---------------- | ----------------- | ----- |
| 1     | USA Estados Unidos       | 122             | 87               | 84                | 293   |
| 2     | BRA Brasil               | 54              | 45               | 70                | 169   |
| 3     | MEX México               | 37              | 39               | 62                | 138   |
| 4     | CAN Canadá               | 35              | 65               | 52                | 152   |
| 5     | ARG Argentina            | 33              | 33               | 34                | 100   |
| 6     | CUB Cuba                 | 33              | 28               | 39                | 100   |
| 7     | COL Colômbia             | 27              | 24               | 31                | 82    |
| 8     | CHI Chile                | 13              | 19               | 18                | 50    |
| 9     | DOM República Dominicana | 11              | 12               | 17                | 40    |
| 10    | PER Peru                 | 11              | 7                | 23                | 41    |
| TOTAL | TOTAL                    | 419             | 419              | 523               | 1 361 |

### Cerimônia de abertura
Ocorreu às 18h45min do horário local (UTC-5) do dia 26 de julho de 2019, no Estádio Nacional. Para o evento houve a participação de 1.700 voluntários com dançarinos, músicos, acrobatas e indígenas locais e a presença do cantor porto-riquenho Luis Fonsi, cantor da música Despacito e do locais Pelo D’ Ambrosio, Juan Diego Flórez, Vania Masías. Além disso, momentos tradicionais como o desfile dos atletas, apresentação de membros do Comitê Olímpico Internacional, hasteamento das bandeiras, show pirotécnico e o ascender da tocha pan-americana também estiveram presentes.

### Cerimônia de encerramento
Aconteceu em 11 de agosto de 2019, às 19 horas (UTC-5), no Estádio Nacional. Para o encerramento, estiveram presentes: premiações e desfile de atletas, mensagem de agradecimento do COI e do Comitê Local, além de rituais indígenas e homenagens a cultura peruana. Pela primeira vez, a passagem da bandeira do PanAm Sports ocorreu para o presidente do país sede do próximo pan ao invés do prefeito da cidade, no caso o chefe de estado chileno Sebastián Piñera, já que os jogos ocorrerão em Santiago. Momentos tradicionais como o apagar da tocha e o show pirotécnico aconteceram. A porta bandeira do Brasil foi a medalhista mundial, olímpica e pan-americana Rafaela Silva. Participaram da cerimônia; a DJ local Shushupe, as cantoras chilenas Alejandra Ramires e Francisca Valenzuela, sendo que a primeira encenou o hino nacional do Chile, o grupo de dança Power Peralta e o cantor peruano Gian Marco Zignago.

## Fatos e destaques

Triatletas brasileiros que conquistaram a medalha de ouro no revezamento misto. O país liderou o quadro de medalhas com dois ouro e duas pratas.

- Na Patinação Artística feminina, o Brasil ganha seu primeiro ouro na história dos Jogos Pan-Americanos com Bruna Wurts, que havia sido medalha de prata nos jogos de Toronto em 2015. Pelo masculino, o Brasil perdeu a hegemonia de 16 ano, após o tetracampeão Marcel Sturmer se aposentar. Gustavo Casado ficou com a medalha de bronze.[34]
- No triatlo, o Brasil carregou duas medalhas de ouro e duas pratas, liderando o quadro de medalhas e tendo a melhor campanha no Pan. Destaque também para o Ciclismo cross-country onde a competidora Jaqueline Mourão ganha o bronze após uma maré de azar e se redime depois de ter caído para quinta posição no Pan de 2007 e com esse fator ter abandonado a modalidade. Essa foi a medalha inédita brasileira na categoria. No masculino, Henrique Avancini ficou com a prata. Pelo Takewondo foram dois ouros, duas pratas e dois bronzes, também com uma das melhores campanhas no Pan.[35]
- Na ginástica, mais uma vez o Brasil obteve um alto destaque. No masculino, ouro nas equipes e nos individuais. No individual geral, ouro para Caio Souza e prata para Arthur Nory Mariano, uma dobradinha inédita. Já pelas argolas, foi prata para o atual vice-campeão olímpico Arthur Zanetti e na barra fixa mais uma dobradinha: ouro para Francisco Barretto e novamente a medalha de prata para Arthur Nory. Chico Barretto também foi ouro no cavalo com alças.[36] Pelo feminino, bronze nas equipes. Destaque para Flávia Saraiva que se tornou a maior medalhista na categoria com bronze no individual geral e no solo. Na modalidade, foi a melhor campanha brasileira, superando por pouco os Jogos Pan-Americanos de 2007.[37][38][39]
- No vôlei de praia, pela primeira vez desde a sua introdução no Pan em 1999, uma dupla brasileira ficou de fora do pódio fechando em sétimo lugar. O ouro foi para a dupla do Chile, os primos Grimalt que ganharam o título inédito nas areias. Já pelo feminino, a situação foi diferente e a tradição brasileira foi mantida com a medalha de bronze conquistada por Ângela Lavalle e Carolina Horta Máximo.[40][41]
- Os donos da casa, no caso o Peru, logo no primeiro dia de competições, lideraram o quadro de medalhas. Na maratona foi ouro tanto no masculino, como no feminino e com quebra de recordes através dos atletas Christian Pacheco e Gladys Tejeda. Apesar do pouco destaque nos esportes, os peruanos já notam crescimento em várias categorias.[42]
- As Ilhas Virgens Britânicas, faturaram seu primeiro ouro na história em uma edição dos Jogos Pan-Americanos. A atleta de atletismo, Chantel Malone obteve 6,68m no salto largo, superando a campeã olímpica, a colombiana Caterine Ibargüen que teve 6,54m. A prata ficou com Keturah Orji, dos Estados Unidos que teve 6,66m e o bronze com Tissanna Patric Hickling, da Jamaica com 6,59m[43]
- Mesmo com uma delegação menor, o Brasil encerra o pan com a melhor campanha da sua história desde os Jogos de 2007, quebrando o recorde de medalhas e fechando em segundo lugar, o que não ocorria desde os Jogos Pan-Americanos de 1963. Já os Estados Unidos mantém sua hegemonia no primeiro lugar isolado. O Peru fecha as competições em casa também com uma excelente campanha, além do expressivo crescimento no esporte.[44]
- No voleibol de quadra, a Argentina conquista o bicampeonato com a medalha de ouro, vencendo a seleção de Cuba. O Brasil, fecha com a medalha de bronze, completando seis edições do pan seguidas dentro do pódio sendo duas vezes medalhista de ouro (2007 e 2011), duas vezes prata (1999 e 2015) e duas vezes bronze (2003 e 2019). No feminino, a República Dominicana quebra um jejum de 16 anos sem o título e fica com ouro, vencendo a Colômbia que pela primeira vez participa de uma decisão no pan, ganhando a prata, sua inédita medalha panamericana no esporte. Destaque também para a Argentina, que pela primeira vez ganha uma medalha, vencendo o Brasil que vivia uma pífia campanha no Vôlei na disputa do bronze.[45][46]
- No basquetebol feminino, o Brasil quebra um jejum de 28 anos sem o título no esporte e ganha seu quarto ouro, derrotando os Estados Unidos numa partida emocionante e com 100% de aproveitamento.[47]
- No futebol, a Argentina ganha seu sétimo título pelo masculino, se tornando a maior detentora de medalhas de ouro no Pan. Destaque para Honduras, que pela segunda vez ganha uma medalha, sendo a prata, fato este que não ocorria desde 1999. Já o México, conquistou seu terceiro bronze. Pelo feminino, a Colômbia participa novamente de uma decisão, mas agora ganha o inédito ouro, derrotando a seleção da Argentina que fica com a inédita medalha de prata, numa partida decidida nos pênaltis por 7-6, já que o jogo terminou em 1-1. O bronze ficou com a Costa Rica, sendo essa sua segunda medalha.[48][49]
- Nos Jogos Pan-Americanos de 2019, ao competir pela sexta vez consecutiva, a atleta de saltos ornamentais Juliana Veloso tornou-se a atleta brasileira com mais participações nos Jogos Pan-Americanos.[50][51]

## Marketing

### Logotipo
Em 8 de maio de 2014, o Comitê Organizador de Lima de 2019 lançou um concurso para a criação do emblema oficial dos Jogos, bem como pictogramas e publicidade cartaz. Todo o povo peruano foi convidado a participar. O concurso foi encerrado em 30 de junho do mesmo ano. A comissão recebeu 43 propostas de várias partes do Peru e, em seguida, os cinco primeiros foram escolhidos para que se chegasse ao vencedor.
O emblema oficial dos Jogos Pan-Americanos de 2019 foi apresentado em 26 de julho de 2014, durante uma cerimônia especial realizada na Prefeitura de Lima. Autoridades governamentais, bem como atletas e membros do Comitê Olímpico Peruano, participaram do evento. A base do logotipo está na flor de Amances, cujo broto cresce apenas nos meses de julho e agosto nas colinas de Lima. Os três pistilos representam as três Américas. As cores simbolizam a devoção peruana (vermelho), a natureza do país (verde) e uma cidade à beira do mar (azul). Os responsáveis por esta criação, Diego Sanz e Jorge Luis Zárate (ambos de Arequipa), foram premiados como vencedores do concurso.

### Mascote

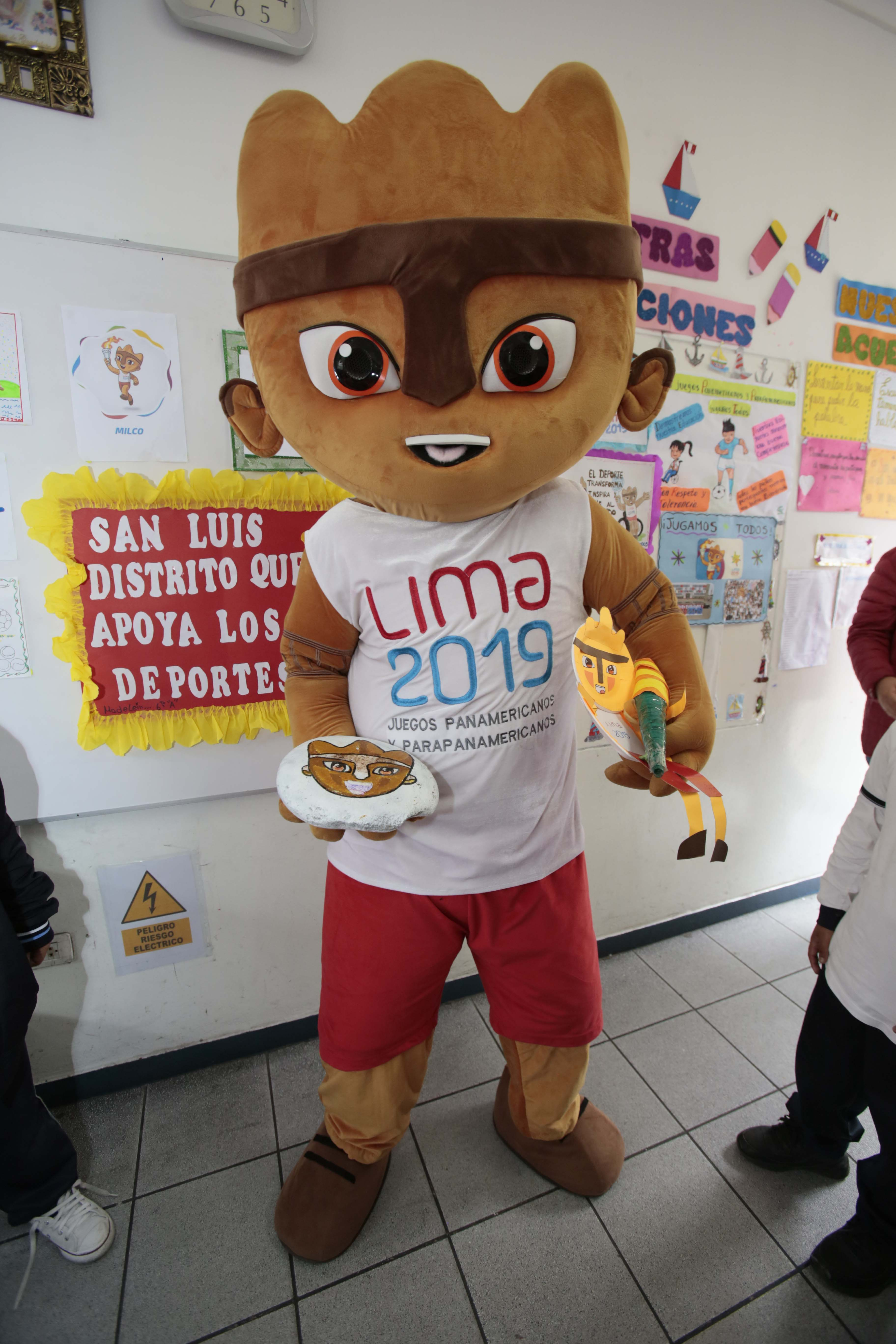
Milco, mascote dos jogos

Em junho de 2017, com mais de mil trabalhos recebidos, o Comitê Organizador dos Jogos anunciou os três finalistas do concurso para escolha do mascote para 2019. Estes foram "Milco" (uma escultura que lembra um guerreiro inca), "Amantis" (uma espécie endêmica de planta e cuja florada só acontece no inverno) e 'Wayqi" (uma espécie de lagarto que também é endêmica do Peru).
No dia 25 de julho de 2017, durante uma cerimônia realizada na Vila Esportiva Nacional (Videna), em Lima, "Milco" foi anunciado como mascote vencedor, tendo recebido 19 mil votos (o que representa cerca de 45% da votação total), superando "Wayqi" (17.200 votos) e "Amantis" (7.300 votos). A participação popular foi um recorde, superando as escolhas dos mascotes dos dois Jogos Pan-Americanos anteriores, em 2011 e 2015. A idealizadora do mascote vencedor, a designer Andrea Norka, recebeu um prêmio de quinze mil Sóis Peruanos (aproximadamente US$4.600).

### Tocha Pan-Americana
Em 6 de setembro de 2018, o Comitê Organizador divulgou os primeiros detalhes sobre a tocha Panamericana durante a 56ª Assembléia Geral da Panam Sports, realizada em Lima.
Como a tradição dos Jogos Pan-Americanos orienta,a chama pan-americana foi acesa nas ruínas astecas de Teotihuacán, México e foi revezada até o Aeroporto Internacional da Cidade do México, quando foi colocada em uma lanterna e irá de avião até o Aeroporto Internacional Alejandro Velasco Astete em Cusco, já em território peruano e seguirá de trem para o pequeno município de Aguas Calientes, onde estão as ruínas incas de Machu Picchu aonde a etapa local do revezamento começou. Ela está visitará as principais cidades do país como Arequipa, Cajamarca, Huancayo, Ica, Piura, Puno, Tarapoto e Trujillo, além de outras cidades menores e diversos pontos turísticos, históricos e naturais do país, por 23 dias, até a sua chegada ao Estádio Nacional do Peru em Lima em 26 de julho de 2019,quando irá a acender a Pira Pan-Americana ao final da cerimônia de abertura. O percurso da tocha percorrerá uma rota de mais de 5500 km e será carregada por mais de 1200 pessoas durante o trajeto.

### Programa cultural
O programa cultural de Lima 2019 se chama  Culturaymi . Foi apresentado no dia 26 de abril de 2019, pela ministra da cultura do país,a arqueóloga Ulla Holmquist-Pachas. As atividades da Culturaymi estão sendo desenvolvidas no Parque de Exposições de Lima, elas começaram na manhã do dia 27 de julho, algumas horas após a cerimônia de abertura dos Jogos. Também fará parte do Culturaymi um circuito cultural que incluirá todos os 10 distritos de Lima com shows, exposições e diversos eventos culturais. Nestes espaços, as pessoas poderão apreender sobre a história dos Jogos,os esportes que fazem parte de seu programa, poderão também comprar ingressos e  produtos licenciados, além de conhecer as tochas e as medalhas de Lima 2019.

### Patrocínio
É esperado que as cotas de patrocínio dos Jogos Pan-Americanos, atinjam um valor S/15 milhões, sendo divididos em três categorias: ouro, prata e bronze. Entre eles estão as empresas Atos, Grupo Gloria, LATAM Airlines Group, Toyota e Petramás na categoria ouro; MediaPro, Petroperú e Jockey Plaza na prata; Minería de todos, ENGIE, Lealtad Verde, Peleón, Movistar, Sodexo, Canon, Johnson & Johnson, Pluspetrol e Teleticket no bronze.

## Direitos de Transmissão
No Brasil, a transmissão dos jogos pela televisão aberta e via internet ficaram a cargo do Grupo Record de Comunicação. Por sua vez, na televisão por assinatura a cobertura foi feita pelo canal SporTV. Houve uma tentativa de acordo de sublicenciamento para a ESPN Brasil, porém o acordo não foi para frente devido ao alto custo, deixando assim o SporTV como "cable exclusive rights holder" dos Jogos.
No Canadá e nos Estados Unidos, a transmissão foi feita exclusivamente pelo canal ESPN Deportes na TV por assinatura. Já na TV Aberta, ficará a cargo do CBC, no Canadá. Na Argentina, a cobertura será feita pelo TyC Sports na TV fechada e na Televisión Pública pela TV aberta. A ESPN também foi a responsável pela transmissão no restante da América do Sul (exceto MERCOSUL, Chile e o Peru), Caribe, América Central e América do Norte (menos o NAFTA) através de seu canal principal, em alguns momentos a cobertura também foi expandida para a ESPN2 e também para o aplicativo ESPN Play.
Na Colômbia, as emissoras de TV Aberta Caracol Televisión e RCN Televisión se restringiram apenas na cobertura jornalística dos jogos enquanto que as transmissões das modalidades ficaram a cargo do serviço online do grupo de telefonia América Móvil, o Claro Sports, que transmite também para o México. Pelas rádios colombianas, a transmissão aconteceu exclusivamente pelo Caracol Radio. Porém, no dia 1 de agosto de 2019, o canal Señal Colombia passou a transmitir com exclusividade os jogos graças a um acordo com o comitê organizador.
A produtora espanhola MediaPro, foi a responsável pela geração de imagens das competições para o mundo todo. Pela primeira vez na história dos Jogos Pan-Americanos,todas as modalidades e as cerimônias de abertura e encerramento serão transmitidas em 4K, representando um grande processo de modernidade e tecnologia com relação as edições anteriores. O ramo peruano da Telefónica que é o proprietário do canal Movistar Deportes se tornou o dono dos direitos exclusivos da competição pela TV por assinatura local. Com isso,foi lançado o canal Lima 2019, que será exclusivamente dedicado aos jogos com 24 horas de transmissão entre eventos ao vivo, reprises e cobertura de bastidores.

### América do Sul
| País      | Transmissão                                               | Nota | Ref                  |
| --------- | --------------------------------------------------------- | --- | -------------------- |
| Peru      | Latina Televisión, Panamericana Televisión e TV Perú      | Eventos selecionados ao vivo (Incluindo todos aqueles que envolverem atletas peruanos) e as cerimônias     | [ 72 ] [ 73 ] [ 74 ] |
| Peru      | Movistar Deportes e Lima 2019                             | Todas as modalidades ao vivo e cerimônias                                                                  | [ 72 ] [ 73 ] [ 74 ] |
| Peru      | Media Pro                                                 | Host Broadcaster                                                                                           | [ 72 ] [ 73 ] [ 74 ] |
| Argentina | Televisión Pública Argentina e TyC Sports                 | Eventos selecionados ao vivo (Incluindo todos aqueles que envolverem atletas argentinos) e cerimônias      | [ 75 ]               |
| Bolívia   | Bolivia TV                                                | Eventos selecionados ao vivo (Incluindo todos aqueles que envolverem atletas bolivianos) e cerimônias      |                      |
| Brasil    | RecordTV, Record News e SporTV                            | Eventos selecionados ao vivo (Incluindo todos aqueles que envolverem atletas brasileiros) e cerimônias     | [ 64 ] [ 76 ]        |
| Brasil    | PlayPlus e R7                                             | Todas as modalidades ao vivo e cerimônias                                                                  | [ 64 ] [ 76 ]        |
| Chile     | Chilevisión                                               | Eventos selecionados ao vivo (Incluindo todos aqueles que envolverem atletas chilenos) e cerimônias        | [ 77 ]               |
| Chile     | Canal Del Fútebol, Canal Del Esporte Olímpico e CNN Chile | Todas as modalidades ao vivo e cerimônias                                                                  | [ 77 ]               |
| Colômbia  | Señal Colombia                                            | Eventos selecionados ao vivo (Incluindo todos aqueles que envolverem atletas colombianos) e cerimônias     | [ 68 ] [ 69 ]        |
| Colômbia  | Claro Sports e ESPN                                       | Todas as modalidades ao vivo e cerimônias                                                                  | [ 68 ] [ 69 ]        |
| Equador   | Ecuador TV                                                | Eventos selecionados ao vivo (Incluindo todos aqueles que envolverem atletas equatorianos) e as cerimônias |                      |
| Equador   | ESPN                                                      | Todas as modalidades ao vivo e cerimônias                                                                  |                      |
| Paraguai  | Canal 2 NPY                                               | Eventos selecionados ao vivo (Incluindo todos aqueles que envolverem atletas paraguaios) e as cerimônias   | [ 78 ]               |
| Uruguai   | Equital SA, Montecable, Nuevosiglo, TCC, Vera+ e VTV      | Eventos selecionados ao vivo (Incluindo todos aqueles que envolverem atletas uruguaios) e as cerimônias    | [ 79 ]               |
| Venezuela | La Tele Tuya e Meridiano Televisión                       | Eventos selecionados ao vivo (Incluindo todos aqueles que envolverem atletas venezuelanos) e as cerimônias |                      |

### América Central
| País                 | Transmissão                                  | Notas | Ref    |
| -------------------- | -------------------------------------------- | --- | ------ |
| Costa Rica           | ESPN                                         | Todas as modalidades ao vivo e cerimônias                                                                              |        |
| Cuba                 | Tele Rebelde                                 | Eventos selecionados ao vivo (Incluindo todos aqueles que envolverem atletas cubanos) e as cerimônias                  | [ 80 ] |
| Cuba                 | ESPN                                         | Todas as modalidades ao vivo e cerimônias                                                                              | [ 80 ] |
| El Salvador          | ESPN                                         | Todas as modalidades ao vivo e cerimônias                                                                              |        |
| Guatemala            | ESPN                                         | Todas as modalidades ao vivo e cerimônias                                                                              |        |
| Honduras             | ESPN                                         | Todas as modalidades ao vivo e cerimônias                                                                              |        |
| Panamá               | ESPN                                         | Todas as modalidades ao vivo e cerimônias                                                                              |        |
| República Dominicana | Digital 15                                   | Eventos selecionados ao vivo (Incluindo todos aqueles que envolverem atletas dominicanos) e as cerimônias e cerimônias |        |
| República Dominicana | ESPN América Latina e ESPN2 (América Latina) | Todas as modalidades ao vivo e cerimônias                                                                              |        |

### América do Norte
| País           | Transmissão                         | Notas                                                                                                   | Referências |
| -------------- | ----------------------------------- | --- | ----------- |
| Canadá         | CBC                                 | Todas as modalidades ao vivo e cerimônias em Inglês e Francês                                           |             |
| Estados Unidos | ESPN                                | Todas as modalidades ao vivo e cerimônias em Inglês                                                     | [ 81 ]      |
| Estados Unidos | ESPN Deportes                       | Todas as modalidades ao vivo e cerimônias em Espanhol                                                   | [ 81 ]      |
| México         | Canal Once e Televisa               | Eventos selecionados ao vivo (Incluindo todos aqueles que envolverem atletas mexicanos) e as cerimônias | [ 82 ]      |
| México         | Claro Sports, ESPN Deportes e ESPN2 | Todas as modalidades ao vivo e cerimônias                                                               | [ 82 ]      |
| Porto Rico     | ESPN Deportes, Punto2 e Telemundo   | Todas as modalidades ao vivo e cerimônias                                                               | [ 83 ]      |

### Transmissão Via Rádio
| País                      | Plataforma                |
| ------------------------- | ------------------------- |
| Peru                      | Radio Programas del Perú  |
| Bolívia                   | Bolivia FM                |
| Canadá                    | CBC Radio                 |
| Colômbia                  | Caracol Radio             |
| Equador                   | Radio Publica del Ecuador |
| Estados Unidos Porto Rico | Univision Radio           |

## Controvérsias

### Atraso nas obras
Desde a escolha de Lima como sede dos próximos Jogos Pan-Americanos, as obras dos locais que abrigarão as modalidades demoraram para serem inicializadas. De acordo com o ex-deputado peruano, Daniel Abuggatás, em setembro de 2016, nenhum tijolo havia sido colocado e, se a organização dos Jogos não fosse levada a sério, a cidade correria o risco de perder a sede ou fazer um "papelão", caso fosse mal organizado. De acordo com a secretária do Ministério da Educação do Peru e ex-diretora do Projeto Especial dos Jogos Pan-Americanos, Desilú León, todas as obras estavam dentro do previsto.
Em outubro de 2016, o então presidente do Comitê Olímpico Peruano, José Quiñones, exaltou que os atrasos não seriam problema para a realização do evento e que, em vinte dos diferentes locais de provas, talvez três estivessem realmente atrasados.

### Sequências de desastres e possível desistência
As fortes chuvas causadas pelo El Niño e que atingiram o Peru, nos primeiros meses de 2017 resultaram a um desastre natural sem precedentes na história do país. Várias regiões do Peru sofreram com enchentes e eventuais deslizamentos de terra. A inédita situação de calamidade pública levou o então prefeito de Lima, Luis Castañeda Lossio, a considerar a real possibilidade de renunciar ao evento, visando poder atender as pessoas atingidas. Castañeda também argumentou que se Lima desistisse de receber o evento não seria um fato inédito, citando ocorrências do passado, como a Copa do Mundo FIFA de 1986 que aconteceria na Colômbia e acabou transferida em 1983 para o México (em razão de problemas econômicos). Santiago (Chile) e subsequentemente a cidade de São Paulo, também desistiram dos Jogos Pan-Americanos de 1975 (a primeira devido ao Golpe de Estado de 1973, e a segunda em razão da epidemia de meningite que atingiu o Brasil entre 1971 e 1974), o que levou o evento novamente para a capital mexicana.
A presidente do Congresso Peruano, Luz Salgado, ressaltou na ocasião que se o governo tem recursos para a realização do evento, deveria então dar prioridade as vítimas das enchentes e dos deslizamentos. Ela também defendeu agilizar o processo de lei que visava transferir os valores que eventualmente seriam usados para as obras relacionadas aos Jogos para as regiões atingidas. Caso,a desistência de Lima fosse eventualmente confirmada pela ODEPA, a nova sede seria possivelmente disputada por Santiago e Buenos Aires, já que ambas haviam demonstrado intenções reais de sediar os Jogos Pan-Americanos de 2023 e tem infraestruturas herdadas de eventos anteriores, já que a primeira realizou os Jogos Sul-Americanos de 2014 e a segunda sediou com sucesso os Jogos Olímpicos de Verão da Juventude de 2018. Alguns meses mais tarde, Santiago foi aclamada sede dos Jogos de 2023.

### Retirada do Skate do programa Pan-Americano
Em 16 de maio de 2019, faltando 70 dias para o começo das competições, a PanAm Sports confirmou a remoção do skate do programa dos Jogos Pan-Americanos de 2019. Alguns dos principais motivos para a remoção do esporte foram diversos desentendimentos entre a entidade e a confederação, o que era uma consequência da disputa entre a ISF (International Skate Federation) e a FRS (Federação Internacional de esportes sobre Rodas) que era a responsável internacional de todos os esportes sob rodas e seria a responsável pelo esporte nos Jogos Olímpicos de Verão de 2020. Algum tempo depois, as entidades se aproximaram e se fundiram,criando a World Skate, que é a responsável mundial por todos os esportes sobre rodas. A ideia original da adição do skate nos Jogos Pan-Americanos era a de que o torneio servisse como a classificatória continental para os Jogos Olímpicos de Verão de 2020. Além disso,haveria um choque de datas entre o esporte e um dos eventos da Street League Skateboarding (SLS) em Los Angeles, que será realizado entre 27 e 28 de julho de 2019 e que contará pontos cruciais para a classificação para os Jogos Olímpicos. Ao entender que estes fatores poderiam esvaziar o evento e também que diversos grandes nomes do esporte iriam boicotar o evento. Diante estas circunstâncias e alegando "falta de respeito" por parte dos atletas, restou a PanAm remover o esporte do programa.

### Suspensão da Federação Peruana de Basquete
No dia 16 de maio de 2019,o jornalista brasileiro Marcelo Laguna em seu blog no diário esportivo Lance! reportou que a Federação Peruana de Basquetebol, estaria suspensa pela FIBA por tempo indeterminado. Esta suspensão é consequência de diversos problemas administrativos e financeiros da entidade local,que culminaram em uma intervenção judicial e a remoção de seu presidente. Posteriormente, a informação foi confirmada pelo próprio jornalista ao entrar em contato com o Comitê Organizador Local. Este problema é semelhante ao que aconteceu com a Confederação Brasileira de Basquetebol por seis meses no final de 2016, o que retirou o país de todos mundiais de categorias de base daquele ano,além da Universíada de Verão de 2017.
Devido a suspensão, a vaga no torneio masculino deverá ser herdada pela Venezuela. Já a Colômbia é cotada para substituir as peruanas no torneio feminino. A PanAm Sports ainda não divulgou quais seleções irão ocupar estas vagas ou então se os torneios serão reformulados.

### Problemas com autoridades e atletas durante a cerimônia de abertura
Durante a cerimônia de abertura,o ministro da Cidadania do Brasil, Osmar Terra (MDB), foi gentilmente convidado a se retirar do assento que ocupou ao chegar ao Estádio Nacional de Lima (Peru) para a cerimônia de abertura dos Jogos Pan-Americanos. Apesar de ser o principal representante do governo brasileiro no evento, ele acabou distante do local reservado às principais autoridades do local. Como representante oficial do governo brasileiro, ele poderia estar mais próximo dessa área, mas não teve a credencial entregue e nem teve o lugar marcado. Quando chegou, acompanhado do campeão olímpico de vôlei de praia Emanuel Rego, Secretário de Esporte de Alto-Rendimento, dirigiu-se para perto de onde estava sentado o presidente do Comitê Olímpico do Brasil, Paulo Wanderley, e sentou-se à sua frente, em uma cadeira que estava com a marcação para outra autoridade. Ficou ali menos de dois minutos. Logo chegou a pessoa que tinha direito àquele lugar. Uma funcionária da organização então pediu o ingresso de Osmar Terra e indicou que ele estava sentado no lugar errado. O ministro tentou argumentar com a funcionária por cerca de dois minutos, mas não teve progresso e foi realocado em outro lugar.
Outro contratempo aconteceu durante a parada das nações. Pela primeira vez, uma dupla foi escolhida para carregar a bandeira brasileira na cerimônia de abertura de Jogos Pan-Americanos. A situação inusual provocou um constrangimento para Martine Grael e Kahena Kunze na entrada do Estádio Nacional, pois devido a uma falha de comunicação interna do Comitê Organizador, pois o responsável pelo protocolo desconhecia esta situação e quase barrou a entrada de Martine. Ao site do Comitê Olímpico do Brasil, após a cerimônia, Kunze, declarou o seguinte: "O cara não entendeu na porta que eram duas porta-bandeiras e queria bloquear a Martine. Eu gritei: 'Não, não! Vem comigo, senão também não vou'", Kunze e Grael são campeãs mundiais e olímpicas da classe 49erFX. Apesar do pequeno contratempo, as duas entraram no estádio na hora certa. Com isso, as duas também quebraram o protocolo quando Martine subiu nos ombros de Kahena nos primeiros metros do desfile. "A gente tem que inovar. Somos criativas. Eu achei diferente, foi legal. Foi uma forma de inovar".

### Não participação das seleções brasileiras de Futebol
Pela segunda vez na história dos Jogos Pan-Americanos, não houve a participação da Seleção Brasileira tanto no futebol masculino, como no feminino, gerando críticas internacionais, fato esse que não ocorria desde os Jogos Pan-Americanos de 1999, que foram realizados em Winnipeg, no Canadá. No masculino, o Campeonato Sul-Americano de Futebol Sub-20 de 2019 ganhou um peso duplo: servia de classificatório tanto para os Jogos Pan-Americanos, quanto para a  Copa do Mundo FIFA Sub-20 de 2019 na Polônia. Os três primeiros se classificariam para os Jogos Pan-Americanos, se juntando ao Peru como país-sede, enquanto que estes mais o quarto colocado iriam para a Polônia. Assim, por terminar em quinto lugar na classificação geral no Sul-Americano, a seleção brasileira sub-20, não se classificou para os dois torneios. Já no feminino, o motivo já era outro: devido a questões de calendário a Copa América Feminina de 2018 ganhou peso triplo: O torneio deu duas vagas diretas para a Copa do Mundo de Futebol Feminino de 2019 (estes dois times ganhariam uma "dispensa" dos Jogos Pan-Americanos) e uma vaga indireta, pois o terceiro colocado jogaria a repescagem intercontinental contra o quarto lugar da CONCACAF, uma vaga direta para o vencedor para os Jogos Olímpicos de Verão de 2020 enquanto o segundo colocado irá jogar outra repescagem intercontinental contra o segundo colocado da CAF para o mesmo torneio, e três vagas (times da terceira até a quinta colocação) para o torneio de futebol dos Jogos Pan-Americanos,estes três times foram somados ao Peru,na posição de país-sede. Na CONCACAF, a situação foi semelhante: os dois primeiros colocados do Campeonato Feminino da CONCACAF de 2018 também ganharam uma "dispensa" dos Jogos Pan-Americanos, para jogarem a Copa do Mundo, enquanto que o terceiro colocado ganharia a terceira vaga para a Copa do Mundo e para o Pan, enquanto o quarto colocado foi para a repescagem e também ganharia uma vaga para o Pan, três vagas iam para os melhores colocados de cada uma das sub-regiões da confederação (Caribe, América Central e América do Norte). A vaga restante iria para a melhor seleção ranqueada que não havia se classificado.
Este sistema de classificação foi considerado pelo portal "IG", "ridículo".